# F.C. Neapolis
FC N Nott là một câu lạc bộ bóng đá Ý đến từ Mugnano di Napoli, Campania.

## Lịch sử

### Sporting Neapolis ở Serie C2

Logo Sporting Neapolis cũ

Năm 2006 sau khi FC Sangiuseppese phá sản, Mario Moxedano và Ezio Bouchè đã có được danh hiệu thể thao thành lập Football Club Neapolis và sau đó Football Club Sporting Neapolis, chuyển đến Napoli (đào tạo tại Sant'Antimo). Nhưng cái tên mới không được Lega Calcio Serie C công nhận và nhiều cựu cầu thủ Sangiuseppese vẫn ở lại câu lạc bộ.
Neapolis đã thành công trong mùa giải 2006-07, họ đã thăng hạng từ Serie D sau khi vượt qua sự cạnh tranh từ Angri và Siracusa. Trong mùa giải tiếp theo, câu lạc bộ đã chơi ở Serie C2 và chia sẻ sân Stadio Arturo Collana ở khu vực Vomero của Napoli với Internapoli Camaldoli.

### Neapolis Mugnano ở Lega Pro Seconda Divisione
Vào cuối mùa giải 2007-08, đội bóng đã bị xuống hạng trở lại Serie D và vào mùa hè năm 2008 đổi tên thành Câu lạc bộ bóng đá N Nott Mugnano và chơi ở Mugnano di Napoli cho đến năm 2011. Trong mùa giải 2009-10, đội đã thăng hạng lên Lega Pro Seconda Divisione.

### Neapolis Frattese và sự trở lại Mugnano
Vào cuối mùa giải 2010-11, câu lạc bộ đã sáp nhập với ASD Virtus Frattese của Frattamaggiore đổi tên của mình thành Câu lạc bộ bóng đá Neapolis Frattese và chuyển chỗ của họ sang Frattamaggiore. Câu lạc bộ cũng thay đổi màu sắc của nó thành màu đen với một ngôi sao màu trắng, phản ánh màu sắc lịch sử của Frattese. Dù sao, vào tháng 12 năm 2011, câu lạc bộ đã trở lại ở Mugnano di Napoli với cái tên trước đó. Trong mùa giải này, nó đã xuống hạng Serie D.

### Torre Neapolis
Vào ngày 12 tháng 7 năm 2012, chủ tịch Mario Moxedano đã chuyển câu lạc bộ đến thành phố Torre del Greco với tên mới là FC Torre Neapolis 1944. để tiếp tục lịch sử bóng đá của Turris 1944, sau khi chuyển danh hiệu thể thao của mình cho Real Hyria Nola.

#### Turris N Nott
Vào mùa hè 2013, câu lạc bộ đổi tên thành FC Turris Neapolis 1944.

### Neapolis và cuối con đường
Vào mùa hè 2014F.C. Torre Neapolis 1944 trở lại Mugnano di Napoli và đổi tên thành FC Neapolis. Câu lạc bộ đã chơi thêm một mùa giải ở Serie D cho đến khi nó kết thúc sau khi không đăng ký vào năm 2015-16 khi cảnh sát Napoli hành động chống lại việc dàn xếp trận đấu, bắt giữ chủ tịch Mario Moxedano, giám đốc thể thao Antonio Ciccarone và cầu thủ Raffaele Moxedano.

## Màu sắc và huy hiệu
Màu sắc của nó là trắng và xanh.

## Danh hiệu
- Serie D / Interregionale
  - Nhà vô địch: 1989-90, 2006-07
- Eccellenza Campania
  - Nhà vô địch: 1998-99
- Promozione Campania
  - Nhà vô địch: 1979–80, 1980–81, 1988–89, 1997–98